# چوی سوک-جائه
چوی سوک-جائه (انگلیسی: Choi Suk-jae؛ زادهٔ ۷ نوامبر ۱۹۶۶) بازیکن هندبال اهل کره جنوبی بود.
از افتخارات وی میتوان به کسب مدال نقره در بازی‌های المپیک تابستانی ۱۹۸۸ اشاره کرد.